# Picot cellanegre
El picot cellanegre (Melanerpes superciliaris) és una espècie d'ocell de la família dels pícids (Picidae) que habita boscos i palmerars de les illes Bahames septentrionals i Cuba.